# أحمد مروي
أحمد مروي (بالفارسية: احمد مروی) (1958 في مشهد - )؛ سياسي وشيخ دين شيعي اثني عشري إيراني، يرأس منذ عام 2019 مؤسسة العتبة الرضوية المقدسة إحدى أكبر الأذرع الاقتصادية الإيرانية، وذلك خلفًا لإبراهيم رئيسي، ليصبح بذلك ثالث رئيس للمؤسسة في عهد الجمهورية الإسلامية الإيرانية. كان قبل ذلك يعمل في مكتب المرشد الإيراني علي خامنئي.